# クチナシ
クチナシ（梔子・山梔子、学名: Gardenia jasminoides）は、アカネ科クチナシ属の常緑低木である。庭先や鉢植えでよく見られる。乾燥果実は、生薬・漢方薬の原料（山梔子・梔子）となることをはじめ、着色料など様々な利用がある。

## 名称
和名クチナシの語源には諸説ある。果実が熟しても裂開しないため、口がない実の意味から「口無し」という説。また、上部に残る萼を口（クチ）、細かい種子のある果実を梨（ナシ）とし、クチのある梨の意味であるとする説。
漢名（中国植物名）は山梔（さんし）であり、日本では漢字で、ふつう「梔子」と書かれる。
八重咲きの栽培品種が多く、属名の英語読みからガーデニアともよばれる。花にはジャスミンに似た強い芳香があり、学名の種小名jasminoidesはラテン語で「ジャスミンのような」という意味である。

## 分布・生育地
東アジアの朝鮮半島、中国、台湾、インドシナ半島に広く分布し、日本では本州の静岡県以西・四国・九州、南西諸島の森林に自生する。日なたから半日陰に生える。野生では山地の低木として自生するが、むしろ園芸用として栽培されることが多い。
日本に自生する植物の中では、コーヒーノキに最も近縁であるとされる。

## 形態・生態
樹高1 - 3メートル (m) ほどの常緑の低木で株立ちする。
葉は対生で、時に三輪生となり、長楕円形で全縁、長さ5センチメートル (cm) から12 cm、皮質で表面に強いつやがある。葉身には、並行に並ぶ筋状の葉脈が目立つ。筒状の托葉をもつ。枝先の芽は尖っている。古い葉は、春先や秋に鮮やかな黄色に黄葉して散るが、下のほうの葉のためあまり目立たない。
花期は6 - 7月で、葉腋から短い柄を出し、一個ずつ芳香がある花を咲かせる。花の直径は5 - 8 cmで、開花当初は白色だが、徐々に黄色がかるように変化していく。萼、花冠の基部が筒状で、先は大きく6裂または、5 - 7片に分かれる。花はふつう一重咲きである。八重咲きのものがあるが、実はならない。
秋（10 - 11月）ごろに、赤黄色の果実をつける。果実は液果で、長さ約2 cmの長楕円形、側面にはっきりした5 -7本の稜が突き出ており、先端には6個の萼片が残り、開裂せず針状についている。多肉の果皮の中に90 - 100個ほどの種子が入っており、形は卵形や広楕円形をしている。液果は冬に熟す。八重咲きの品種では、種子はできない。

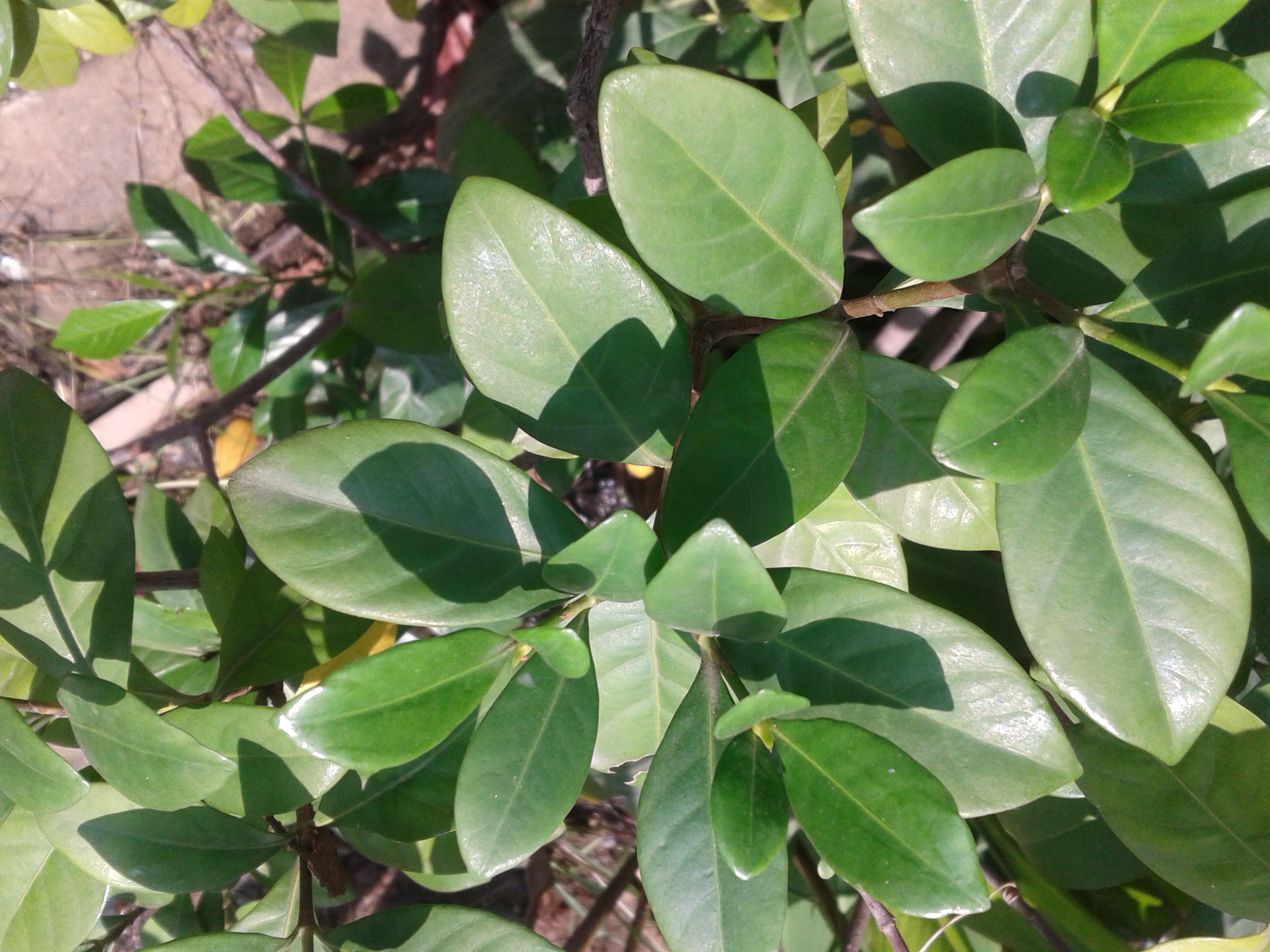
葉
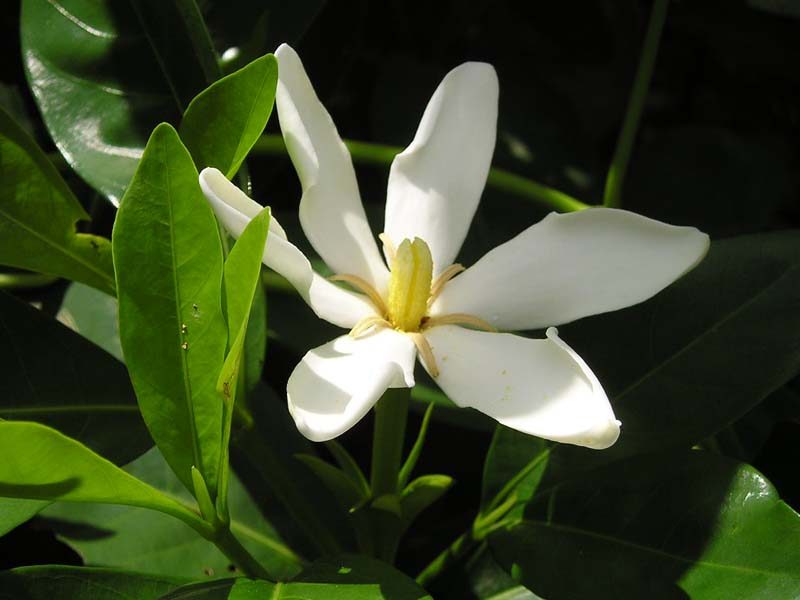
花
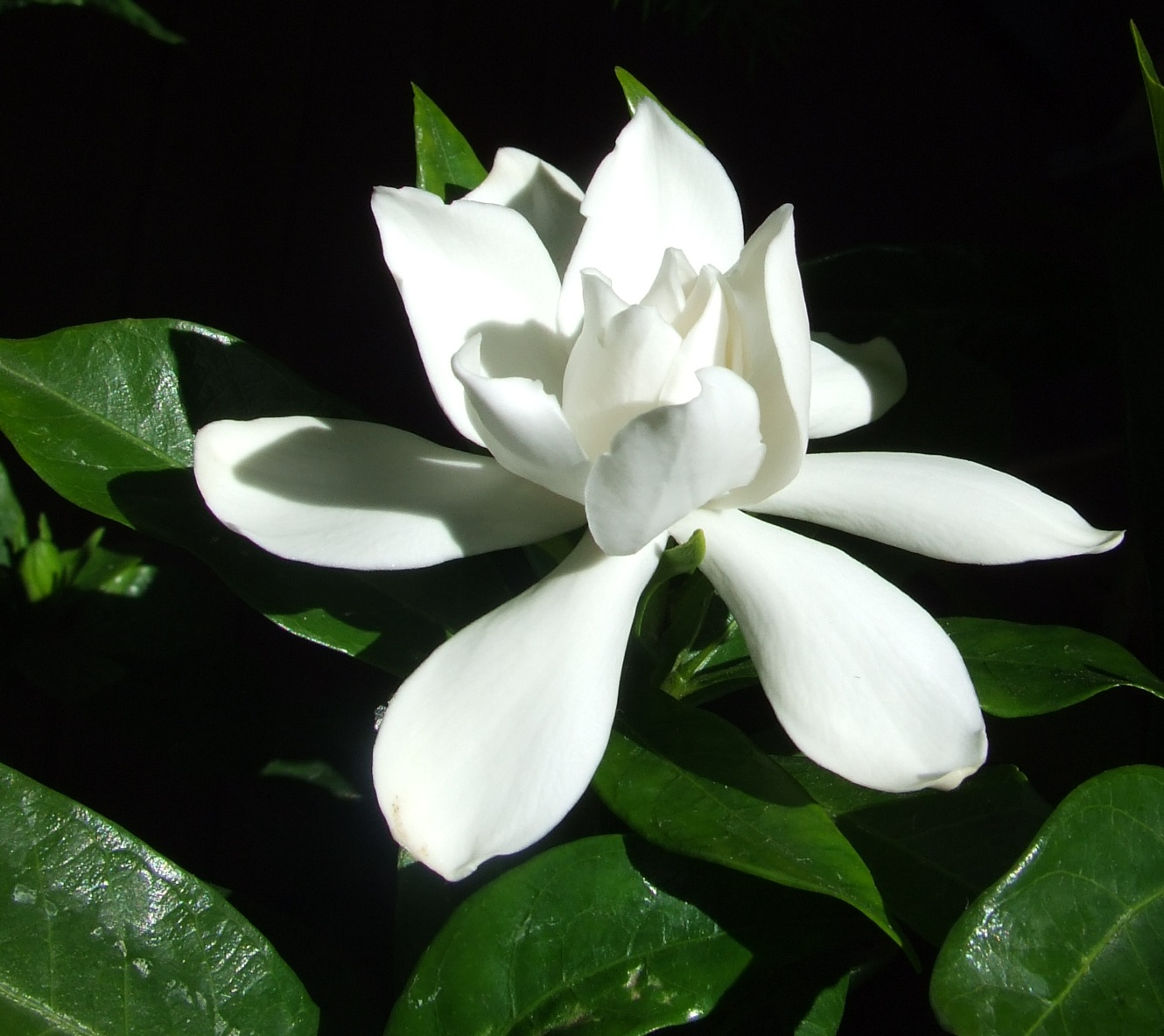
八重咲きの花
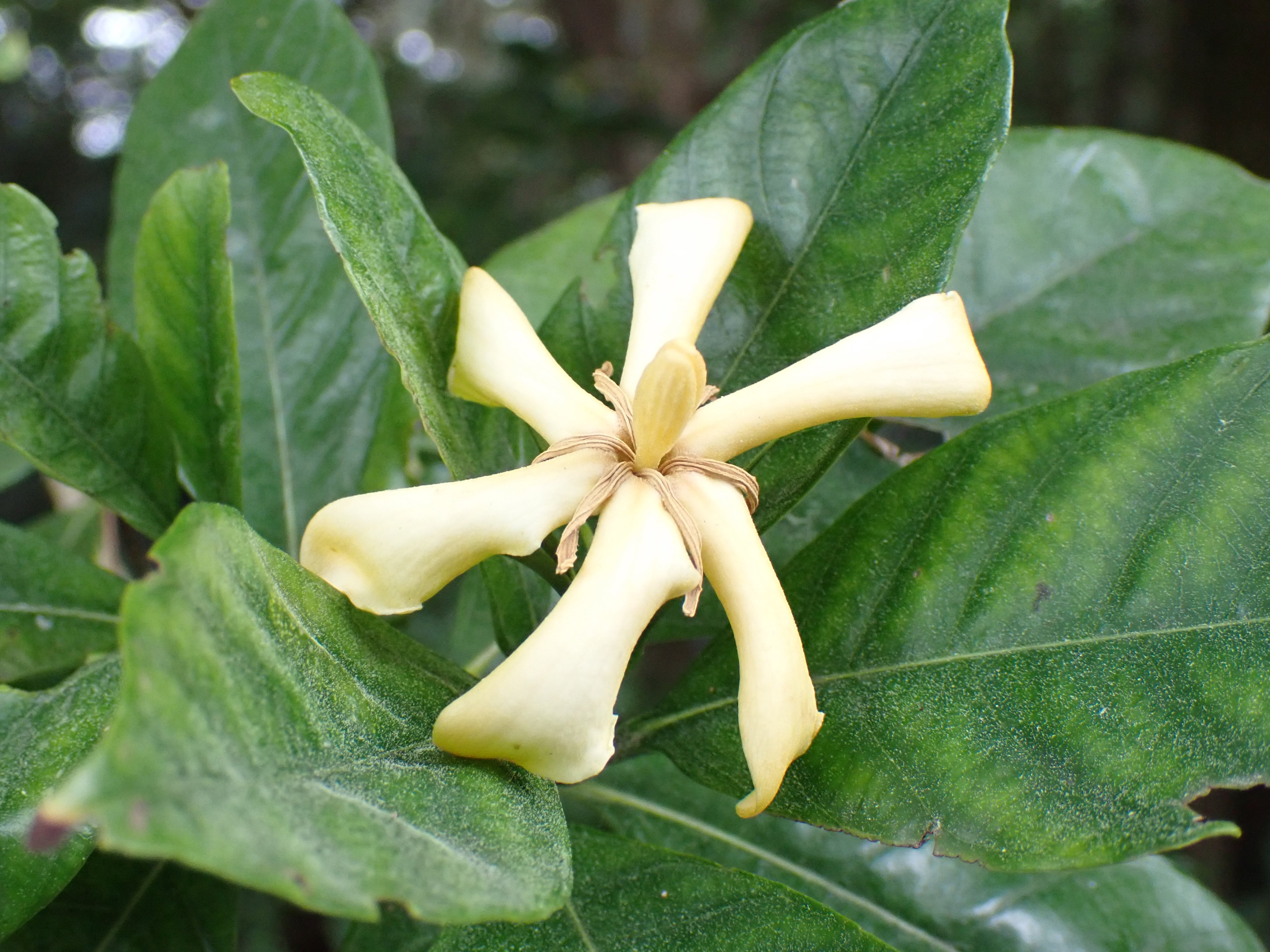
黄変した花 （2025年3月 沖縄県石垣市 バンナ公園）
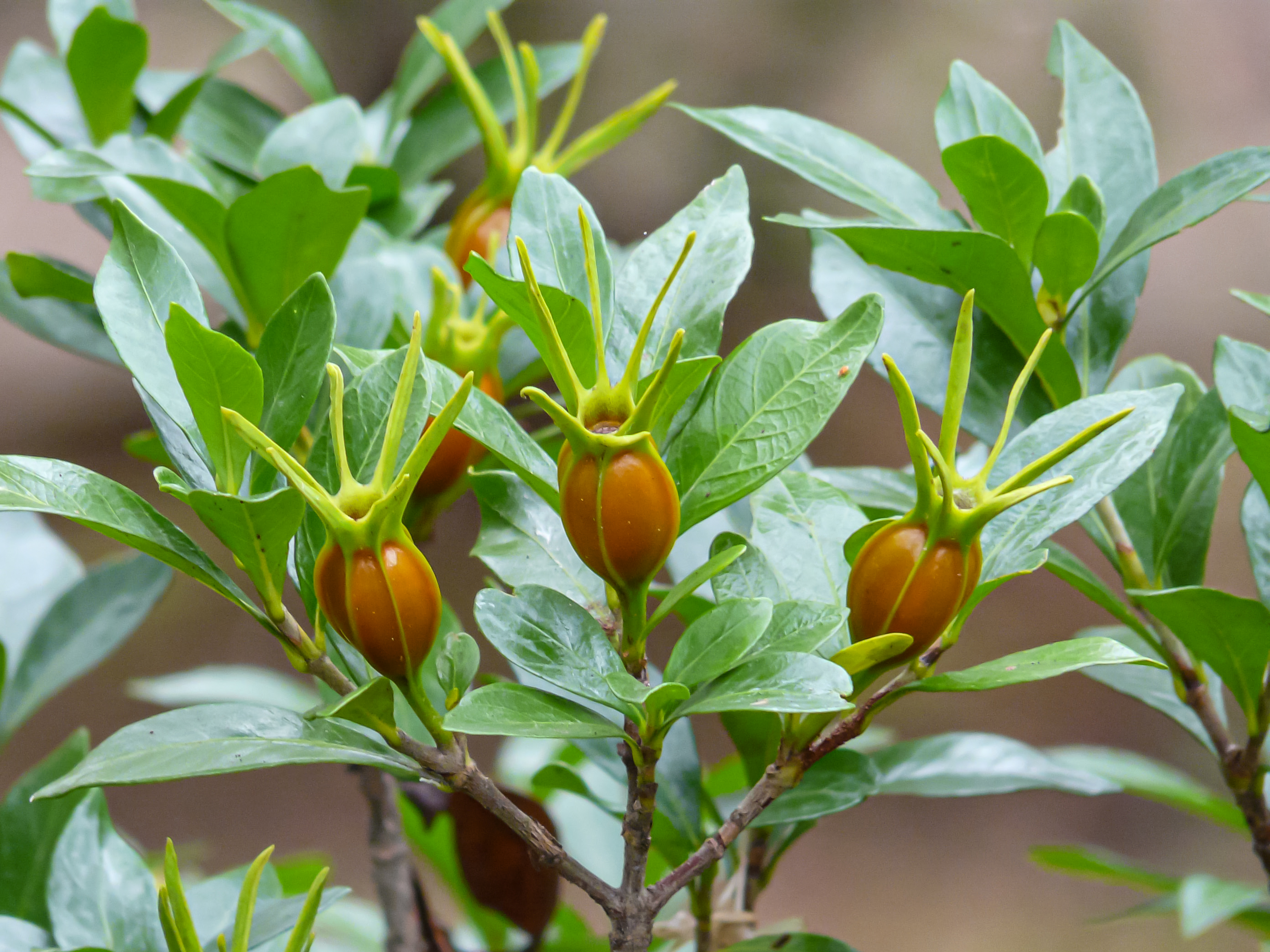
果実
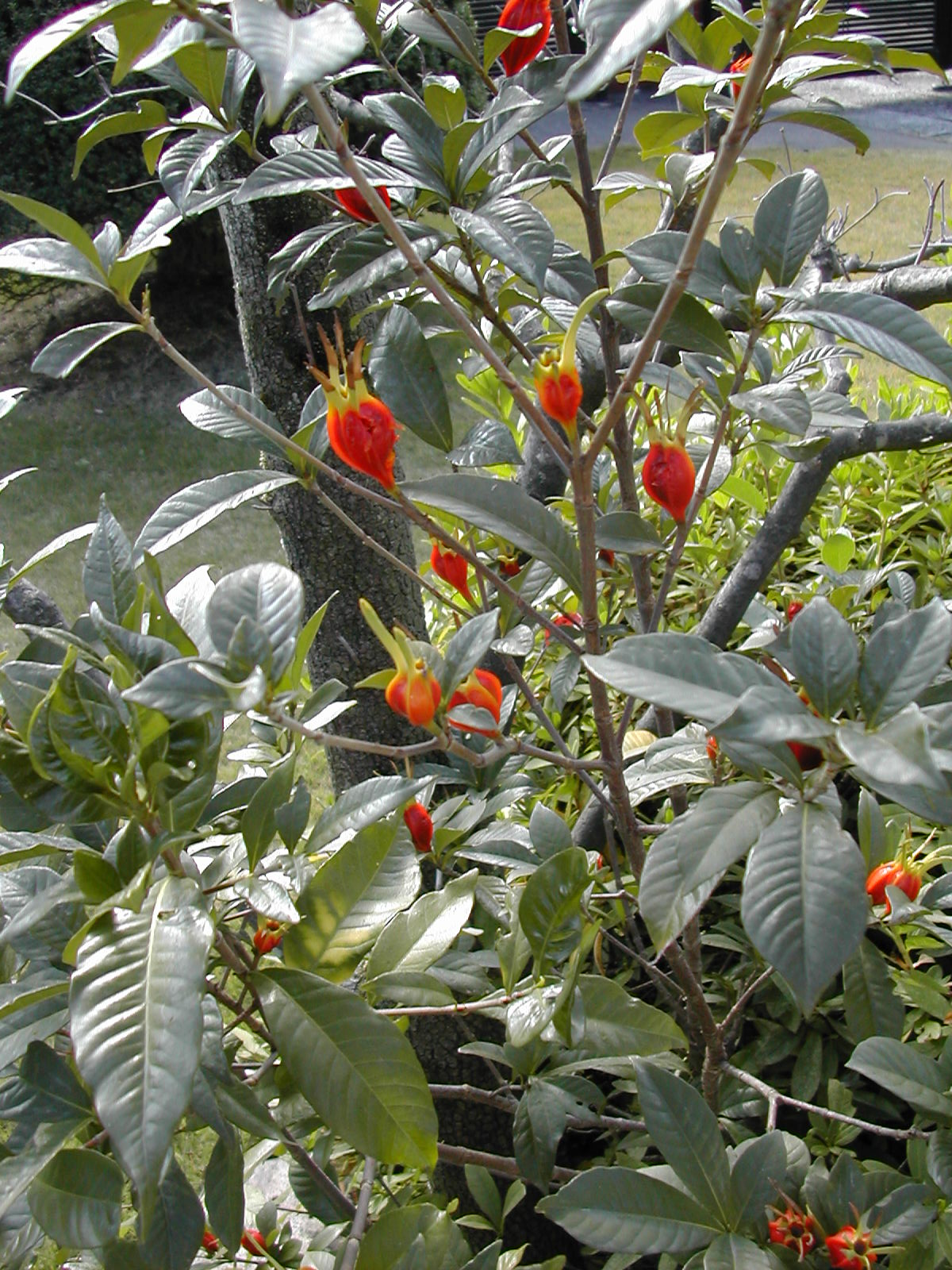
熟した果実のついた樹（2009年11月撮影）
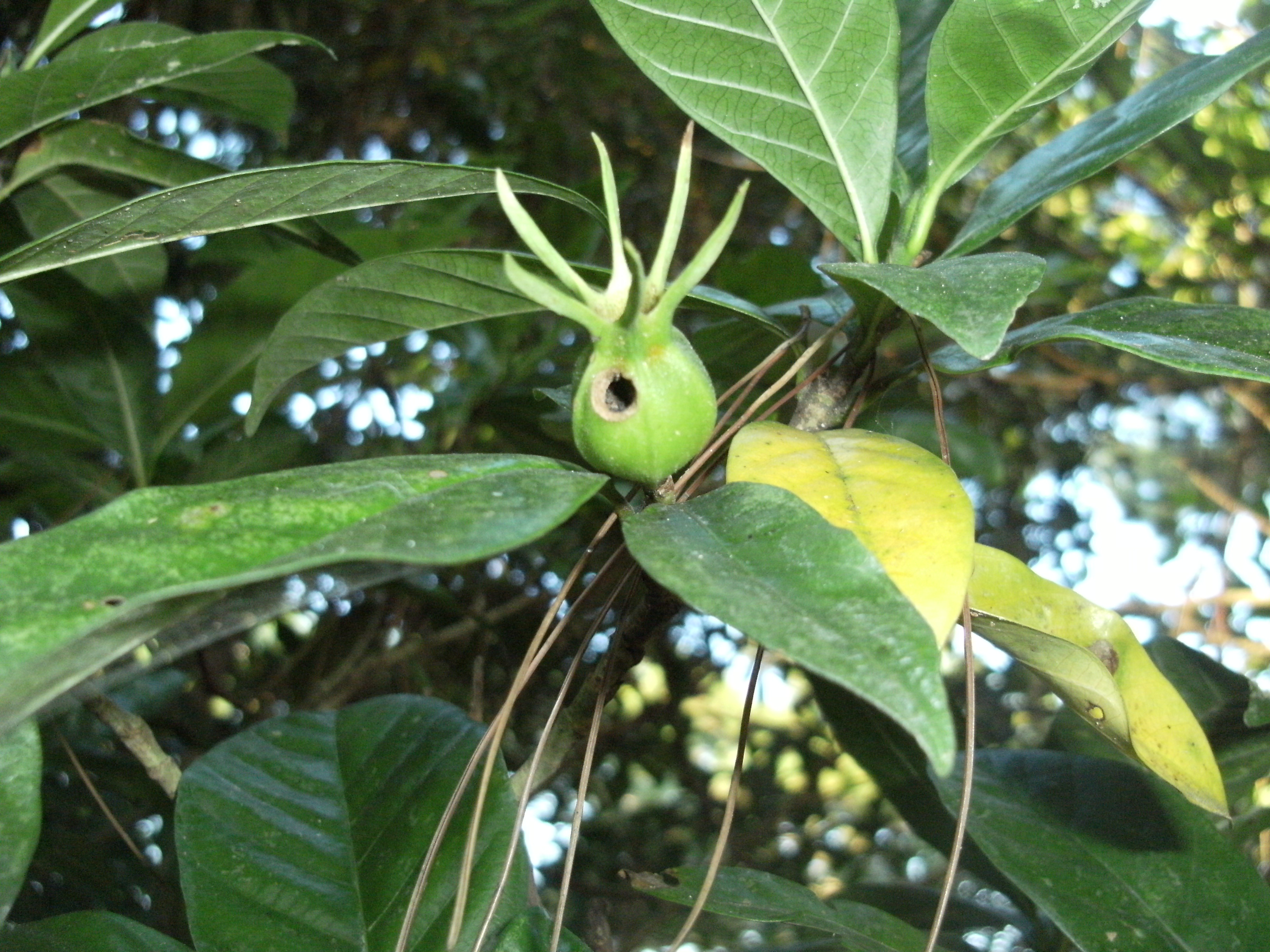
イワカワシジミの食痕がある果実（沖縄県宜野湾市、2008年12月）

スズメガに典型的な尻尾（尾角）をもつイモムシがつくが、これはオオスカシバの幼虫である。奄美大島以南の南西諸島に分布するイワカワシジミ（シジミチョウ科）の幼虫は、クチナシのつぼみや果実等を餌とする。クチナシの果実に穴が開いていることがあるが、これはイワカワシジミの幼虫が中に生息している、または生息していた跡である。

## 栽培
温暖地でやや湿った半日陰を好む。繁殖は梅雨時期に挿し木にて行われる。冬期は、ビニール覆いをするなど、乾燥と寒さを防ぐ。種蒔で繁殖する場合は、実を潰して種子を取り出し、春か秋に蒔く。
クチナシの樹形は自然と整うが、剪定する場合の適期は開花直後になる。クチナシは、7月頃と9月頃の2回にわたって花芽をつけるが、早めに剪定をしなければ、間違って花芽ごと切ってしまう怖れがある。夏につくられた花芽を落としてしまうと、秋の花芽もつきにくくなる。剪定の際は、強く切り詰めることはせず、間延びした部分を整える程度にとどめる。内側に伸びた枝や枯れ枝、絡まっている枝などを整理していき、上に向かって伸びている枝や、不自然な場所から伸びている枝などは根元からカットする。
栽培されることが多く、庭や公園に植えたり、生け垣にもされる。品種改良によりバラのような八重咲きの品種も作り出されている。ヨーロッパでは、八重の大輪花など園芸種の品種改良が盛んに行われてきた。

## 利用
果実は薬用になり、カロテン、イリノイド配糖体のゲニポシド、ゲニポシド酸、フラボノイドのガーデニンや、精油などを含んでいる。カロテンはプロビタミンAとも呼ばれ、人間の体内で吸収されてビタミンAに変化する。また、果実にはカロチノイドの一種・クロシンが含まれ、乾燥させた果実は古くから黄色の着色料として用いられた。また、同様に黄色の色素であるゲニピンは米糠に含まれるアミノ酸と化学反応を起こして発酵させることによって青色の着色料にもなる。花も食用になる。

### 薬用
果実を水で煮だしたエキスには、胆管や腸管のせばまりを拡張させる作用があるといわれている。このゲニピンはクチナシのゲニポシドの腸内細菌代謝により生成されるとされる。
10 - 11月ころに熟した果実を採取し、2 - 3分熱湯に浸したあと、天日または陰干しで乾燥処理したものは、山梔子（さんしし）または梔子（しし）とも称され、日本薬局方にも収録された生薬の一つである。漢方では、消炎、利尿、止血、鎮静、鎮痙（痙攣を鎮める）の目的で処方に配剤されるが、単独で用いられることはない。煎じて解熱、黄疸などに用いられる。黄連解毒湯、竜胆瀉肝湯、温清飲、五淋散などの漢方方剤に使われる。民間療法では、1日量2 - 3グラムの乾燥果実を400 ccの水に入れて、とろ火で半量になるまで煎じて服用する用法が知られている。ただし、妊婦や、胃腸が冷えやすい人への服用は禁忌とされている。
外用による民間療法では、打撲、捻挫や腰痛などに、乾燥果実（山梔子）5 - 6個の粉末（サンシシ末）に、同量の小麦粉を混ぜて酢で練り、ガーゼなどに厚く塗って冷湿布し、乾いたら交換するようにしておくと、熱を抑えて炎症が和らぐと言われる。これに、黄柏末（キハダ粉）を加えると、一層の効果があるとされる。ひび、しもやけには、熟した果実の皮をむき、患部にすり込む。

### 着色料
奈良県の下池山古墳から出土した繊維片から、クチナシの色素成分が検出されるなど、日本における染色用色素としてのクチナシの利用は、遅くとも古墳時代にさかのぼる。
乾燥果実の粉末は奈良時代から使われ、平安時代には十二単など衣装の染色で支子色と呼ばれた。江戸時代には「口無し」から不言色とも記されている。
現代でも無害の天然色素として、正月料理の栗金団をはじめ、料理の着色料としても使われている。食品に用いられるものには、サツマイモや栗、和菓子、たくあんなどを黄色若しくは青色に染めるのに用いられる。大分県臼杵の郷土料理・黄飯や、静岡県藤枝の染飯（そめいい）も、色づけと香りづけにクチナシの実が利用される。また、木材の染料にしたり、繊維を染める染料にも用いられる。クチナシの果実に含まれる成分、クロシンはサフランの色素の成分でもある。一例として、インスタントラーメンの袋などの原材料名の記載欄に明記があれば、「クチナシ色素」と書かれている。
クチナシブルーについてはアメリカ合衆国においても、2025年現在、アメリカ食品医薬品局（FDA）が着色料としての是非を審査しているが、承認するに至っていない。

### 食用
クチナシの花は食用にもでき、萼を取り除いて軽く茹で、三杯酢や甘煮、ドレッシングの和え物などに調理できる。食用では、一重咲きと八重咲きのどちらも利用できる。黄飯（きいはん、おうはん、きめし）は、クチナシの実で色を付けた黄色い飯。郷土料理。
愛知県名古屋市周辺（きいはん）、大分県臼杵市（おうはん）、静岡県東伊豆町稲取（きめし）。

### 香水
春の沈丁花、秋の金木犀と並び夏のクチナシは三大香木の一つに数えれられる。強い芳香を持ち、フランスで「舞踏会の美女」とも称されるクチナシは、香水の原料として用いられる。

### 生け花
クチナシの花は、見た目の美しさと香りが抜群によいため、生け花の切り花として使われる。

## 文化
ジンチョウゲ、キンモクセイと並んで「三大芳香花」「三大芳香樹」「三大香木」の一つに数えられる植物で、渡哲也のヒット曲『くちなしの花』で、その香りが歌われている。多くの人が親しみを感じている植物であり、日本の多くの「市の花」に選ばれている。埼玉県八潮市、静岡県湖西市、愛知県大府市、奈良県橿原市、沖縄県南城市などで「市の花」としている。
足つき将棋盤や碁盤の足の造形は、クチナシの稜のある果実を象っている。「打ち手は無言、第三者は勝負に口出し無用」、すなわち「口無し」という意味がこめられている。
花言葉は、「優雅」「喜びを運ぶ」「幸せを運ぶ」「清潔」「私は幸せ」「胸に秘めた愛」。
ジャズ歌手のビリー・ホリデイは、しばしばクチナシの花を髪に飾って舞台に立った。